# Вест-Мілфорд (Західна Вірджинія)
Вест-Мілфорд (англ. West Milford) — місто (англ. town) в США, в окрузі Гаррісон штату Західна Вірджинія. Населення — 449 осіб (2020).

## Географія
Вест-Мілфорд розташований за координатами 39°12′16″ пн. ш. 80°24′12″ зх. д. / 39.20444° пн. ш. 80.40333° зх. д. (39.204444, -80.403380).  За даними Бюро перепису населення США в 2010 році місто мало площу 1,38 км², уся площа — суходіл.

## Демографія
Згідно з переписом 2010 року, у місті мешкало 630 осіб у 263 домогосподарствах у складі 180 родин. Густота населення становила 458 осіб/км².  Було 279 помешкань (203/км²).
Расовий склад населення:
| - 96,5 % — білих - 0,2 % — корінних американців - 0,2 % — чорних або афроамериканців - 0,2 % — азіатів |

До двох чи більше рас належало 3,0 %. Частка іспаномовних становила 0,5 % від усіх жителів.
За віковим діапазоном населення розподілялося таким чином: 25,1 % — особи молодші 18 років, 61,4 % — особи у віці 18—64 років, 13,5 % — особи у віці 65 років та старші. Медіана віку мешканця становила 38,8 року. На 100 осіб жіночої статі у місті припадало 106,6 чоловіків;  на 100 жінок у віці від 18 років та старших — 95,9 чоловіків також старших 18 років.
Середній дохід на одне домашнє господарство  становив 56 969 доларів США (медіана — 48 125), а середній дохід на одну сім'ю — 72 867 доларів (медіана — 63 750). Медіана доходів становила 42 250 доларів для чоловіків та 42 292 долари для жінок. За межею бідності перебувало 9,1 % осіб, у тому числі 14,6 % дітей у віці до 18 років та 9,8 % осіб у віці 65 років та старших.
Цивільне працевлаштоване населення становило 349 осіб. Основні галузі зайнятості: освіта, охорона здоров'я та соціальна допомога — 27,8 %, публічна адміністрація — 12,0 %, роздрібна торгівля — 11,7 %, сільське господарство, лісництво, риболовля — 11,7 %.